# 藤原家長
藤原 家長（ふじわら の いえなが）は、平安時代後期の公家。藤原北家末茂流、参議・藤原家保の子。官位は正四位下・刑部卿。

## 経歴
元永元年（1118年）白河院判官代と鳥羽天皇の蔵人に任ぜられる。美濃国・土佐国・備中国などの国司を歴任後、久寿3年（1156年）能登守に任ぜられる。
また、藤原忠実・頼長父子に近侍し、その外出の際にはしばしば前駆を務めている。その関係からか保元元年（1156年）の保元の乱においては崇徳上皇方に参じたとされ、『保元物語』においては乱の後に出家・降伏した公家の中にその名が見える。ただし、その際の処罰を含め、その後の具体的な動静については不明であるが、乱を通じて能登守の官職を解任されたらしく、乱後の9月の除目では藤原基家が能登守に任ぜられている。

## 逸話
実家の善勝寺流（六条家流）は庖丁道を伝える家柄であり、家長も鳥羽院の御前の酒宴において包丁人を務め、魚を捌いた際の逸話が『古事談』に見える。

## 系譜
『尊卑分脈』による。
- 父：藤原家保
- 母：不詳
- 生母不詳の子女
  - 男子：藤原家輔
  - 男子：藤原隆雅 - 藤原忠雅の養子